# Dečja hirurgija
Dečja hirurgija je grana kliničke medicine i oblast hirurgije koja se bavi proučavanjem i lečenjem bolesti dečjeg uzrasta koje se moraju lečiti radom ruku dečjeg hirurga i primenom specifičnih mehaničkih sredstava (instrumenata). U tom smislu osnovni zadatak dečje hirurgije, u bilo kojim uslovima je, da pomogne obolelom ili povređenom detetu, i pruži mu adekvatnu pomoć i da mu nikada ne nauditi i pored toga svih specifičnosti deteta kao bolesnika.

## Karakteristike dečje hirurgije
Između hirurgije odraslih i dečje hirurgije postoje mnoge razlike, koje se zasnivaju na specifičnostima u funkciji organizma deteta u odnosu na organizam odraslih. Razlike su više izražene što je dete mlađe. Najizraženije su kod novorođenčeta (prvi mesec života) i odojčeta (prva godina života).
Zbog nepotpune razvijenosti organskih sistema deca su sklonija hipotermiji, dehidrataciji, otkazivanju funkcije bubrega, srca i pluća i bržem razvoju šoka. A kod dece je i različito izračunavanje potreba za elektrolitima i koloidima kod opekotina u odnosu na odrasle osobe.

### Otpornost prema infekciji
Otpornost prema infekciji (opšta i lokalna) je kod dece manja nego kod odraslih, jer dečji organizma npr. ne može da ograniči infekciju kod perforativnog slepog creva, te umesto stvaranja periapendikularnog infiltrata najčešće se razvija difuzni peritonitis. 

### Specifični tumorski procesi
U dečjem uzrastu postoje drugačiji tumori nego kod odraslih i principi dečje hirurške onkologije razlikuju se od principa koji se primenjuju kod odraslih, a prognoza bolesti često zavisi od sasvim drugih činilaca (npr genske malformacije kod neuroblastoma su najvažniji prognostički faktor).
Kod dece su češći tumori porekla mezenhimalnih tkiva (sarkomi), a karcinomi su retki.

### Urođene anomalije
Kod dece postoje mnoge urođene anomalije koje se manifestuju ili odmah posle rođenja ili tokom prve godine života.

### Precizniji hirurški rad
Zbog nežnosti i vulnerabilnosti tkiva kod dece tokom hirurških intervencija mnogo veća pažnja mora da se posveti preciznoj hirurškoj tehnici prilikom manipulacije tkivima i postavljanju šavova. Tako npr. svako nepažljivo ekartiranje parenhimnih organa (jetre, slezine itd) kod novorođenčeta može da nastane ruptura kapsule koja ne može da se ušije jer svako postavljanje šavova izaziva sve veće cepanje kapsule i sve jače krvarenje.

### Različitost etiologije bolesti
Etiologija mnogih hirurških bolesti kod dece je različita od etiologije istih bolesti kod odraslih, što nameće primenu drugojačije hirurške tehnike. U tom smislu urođena anomalije kod dece koja nastaju zbog poremećaja u embrionalnom razvoju operišu se najčešće različitom hirurškom tehnikom nego one kod odraslih.

## Oblasti
Neonatalna hirurgija
Dečja ortopedske hirurgija
Dečja abdominalna hirurgija
Dečja urogenitalna hirurgija i hirurgija ingvinalnog kanala
Dečja onkološka hirurgija
Plastična i rekonstruktivna hirurgija dečjeg uzrasta
Kardiohirurgija i grudna hirurgija dečjeg uzrasta
Hirurgija urgentnih stanja

## Literatura
- Doherty GM, Way LW, editors. Current Surgical Diagnosis & Treatment. 12th Edition. New York: Mcgraw-Hill; 2006.
- N. Roberton “Textbook of neonatology”, Churchil Livingdtone 1989

## Spoljašnje veze
- Dečja hirurgija Архивирано на веб-сајту  (9. мај 2021)
- OnLine Pediatric Surgery HANDBOOK Архивирано на веб-сајту  (5. октобар 2007) (језик: енглески)

|  | Molimo Vas, obratite pažnju na važno upozorenje u vezi sa temama iz oblasti medicine (zdravlja). |